# Dimitar Mirakovski
Dimitar Mirakovski (in macedone Димитар Мираковски?; Strumica, 14 maggio 1981) è un ex cestista e allenatore di pallacanestro macedone.

## Carriera
Con la Macedonia ha disputato due edizioni dei Campionati europei (2009, 2011).

## Palmarès
- Campionato macedone: 1

Rabotnički Skopje: 2017-18
- Coppa di Macedonia: 2

Rabotnički Skopje: 2011, 2015